# Pušja vas
Pušja vas (narečno Pušja ves, italijansko Venzone, furlansko Vençon, nemško Peuscheldorf) je vas z 1941 prebivalci (stanje september 2021) v italijanski deželi Furlanija - Julijska krajina na vhodu v Železno dolino ob prehodu iz Furlanske nižine proti Kanalski dolini.

## Zgodovina
Že v času Keltov okoli 500 pr. n. št. je bila na mestu sedanje Pušje vasi postaja na antični poti od Jadranske obale v Vzhodne Alpe. V času Rimljanov, je rimska cesta (Via Iulia Augusta) vodila iz mesta Oglej do Zuglia in naprej čez prelaz Ploče. To je visokogorski prelaz v Karnijskih Alpah na meji med avstrijsko zvezno deželo Koroško in avtonomno deželo Furlanijo - Julijsko krajino v Italiji. Po propadu Rimske države je kraj ostal pod Langobardskim kraljevstvom, ki ga je leta 774 zavzel Karel Veliki. Prva utrjena naselbina je bila zgrajena pod oblastjo Karolingov.
Pušja vas je bila prvič omenjena v dokumentu iz leta 923 kot Clausas de Albiciones, kasneje kot Avenzone, nakar je bila v dokumentu, ki ga je izdal leta 1001 cesar Oton III. poimenovana kot Venzone. Leta 1077 je območje postalo del novoustanovljenega Oglejskega patriarhata, ki so ga vodili Oglejski patriarhi in imeli kontrolo nad pomembno trgovsko potjo v in preko Alp. 
Okoli leta 1200 so Pušjo vas patriarhi dali v fevd plemiški družini Mels, ki si je ustvarila rodbinski sedež na gradu Mels pri Vidmu (predniki družine Colloredo-Mansfeld). Kot fevdalni gospodje so po letu 1258 mestece obdali z masivnim dvojnim obzidjem z več stolpi in jarki. Potem ko je družina posest naselja prenesla na Goriške grofe, je Pušjo vas leta 1336 ponovno pridobil oglejski patriarh Bertrand. Zgradbe naselja so bile zelo poškodovane v potresu leta 1348. Od leta 1351 je bila posest kot fevd v rokah Habsburžanov oziroma vojvode Albrehta II. Avstrijskega. Leta 1420 so Habsburžani v vojni z Beneško republiko izgubili večji del Furlanije, vključujoč Pušjo vas, območje so Benečani vključili v tako imenovano Ozemlje Terraferma. 
V času beneške vladavine je Pušja vas izgubila na pomenu kot trgovski center v predalpskem svetu. Po zasedbi Napoleonovih čet in po sklenjenem miru leta 1797 v Campoformidu, je območje pripadlo pod Avstrijsko cesarstvo v okviru Lombardsko-beneškega kraljestva. Po tretji italijanski vojni za neodvisnost leta 1866, je bilo območje priključeno novi Kraljevini Italiji.
Pušja vas je bila skoraj v celoti uničena v potresu, ki je prizadel Furlanijo leta 1976. Obnova se je začela v naslednjem letu in je bila končana leta 1990 s cerkvijo sv. Andreja apostola.

## Znamenitosti
Najpomembnejša zgradba je cerkev svetega Andreja apostola. Začetek gradnje sega v leta 1300 (mojster Giovanni), posvečena je bila leta 1338. Je gotska stavba s preprosto fasado s portalom okrašenim z reliefi svetnikov in Kristusa, visokim zvonikom in prostorno apsido z visokimi okni, ki jo obdajata gotska pilastra. Južna stran ima tudi več dvojnih oken. Notranjost ima ostanke 14. in 15. stoletja, freske in drugo okrasje. Zunaj je majhna krstilnica.
Na ogled so umetnine, kot velike freske posvetitve cerkve, sveti Martin in vojska, sveti Jurij in zmaj in kamnita Pieta iz 15. stoletja, ki velja za najbolj plemenit izdelek nemških umetnikov v Italiji. V cerkvi so še drugi vplivi iz Srednje Evrope: Pieta (1400) salzburške šole, lesen križ (15. stoletje) furlanske šole, pa tudi freske v Kapeli sv. Mihaela (Cappella di S. Michele), kjer so mumije, ki so presenetljivo dobro ohranjene. Po legendi naj bi si Napoleon zaželel biti pokopan v Pušji vasi.
Na glavnem trgu so Casa Calderari in mestna hiša (1390-1410): pritličje z odprto ložo s freskami Pomponio Amaltea (15. stoletje), v zgornjem nadstropju, ki je dostopno preko zunanjega stopnišča pa niz dvojnih oken (bifor). Na stolpu na vogalu je ura in kip leva, simbola Benetk. V sredini trga je Palazzo Radiussi s svojimi gotskimi dvojnimi okni in renesančnim portalom iz leta 1878.
Od cerkve sv. Janeza Krstnika iz 14. stoletja je vidna le fasada. Če sledite glavni cesti na drugi strani vasi, pridete do Porta San Genesio (1309). To so edina mestna vrata, ki so ohranjena do danes in ostala nepoškodovana v potresih. Še naprej po glavni cesti stoji Palazzo Orgnani Martina (16. stoletje).